# Digimon
Digimon (1998, Toei Animation) este un serial anime de 54 de episoade adresat copiilor, dar și tuturor iubitorilor genului. Inițial, acesta a fost suspectat pentru copie de desfășurare a acțiunii a serialului Pokémon, însă s-a dovedit că poate face audiență mult mai mare.
Toei Animation acum până în prezent 10 sezoane din Digimon :
- Aventurile lui Digimon
- Digimon Adventure 02
- Digimon Tamers
- Digimon Frontier
- Digimon Savers
- Digimon Xros Wars
- Digimon Universe: App Monsters
- Aventurile lui Digimon (2020)
- Digimon Ghost Game
- Digimon Beatbreak

Țara în care serialele "Digital Monsters" au avut parte de cea mai mare vânzare de produse și audiență a fost Germania, fiind difuzat pe canalul national RTL 2.
Digimon prezintă aventurile unor copii în Lumea Digitală (Digital World), fiind aleși special pentru a lupta alături de digimoni. Aceștia primesc un digivice, un obiect cu ajutorul căruia pot face monștrii digitali sa evolueze în următorul nivel. Scopul lor este de a salva Terra, cât și Lumea Digitală din mainile răului.

## Nivele de evoluție
- Egg-Digimon
- Level Fresh
- Level In-Training
- Level Rookie
- Level Champion
- Level Ultimate
- Level Mega

## Difuzare
- Fuji TV, TV Asahi, TV Tokyo
- Fox Kids, Jetix, Disney XD, Nickelodeon, Nicktoons, Vortexx
- YTV
- Rai 2
- TF1, Fox Kids Franța
- TVE2, Jetix
- Toon Disney
- Fox Kids
- Fox Kids
- RTL II, Fox Kids, Tele 5
- A+ Anime, TVR, Pro TV

## Industria de jocuri Digimon
Aceasta este constituită de seriile Digimon Battle Arena pentru PlayStation 2, dar și de MMO-ul koreean Digimon RPG.